# Norman Black
Pour les articles homonymes, voir Black.
Arthur Norman Black, né le 17 novembre 1894 à Leicester et mort le 23 février 1973 âgé de 79 ans, est un pilote automobile et de moto anglais, essentiellement sur circuits.

## Biographie

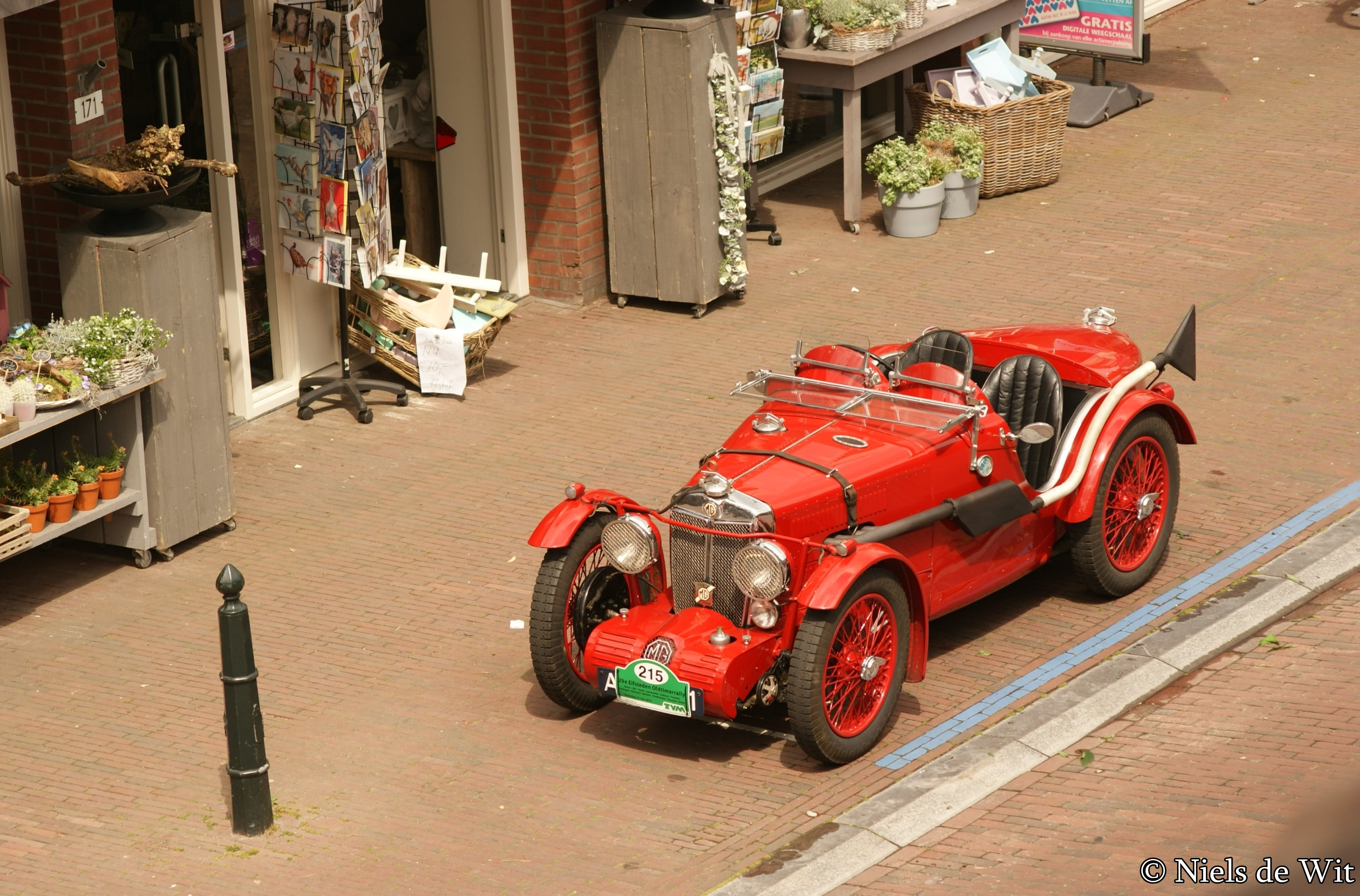
Une MG Midget C type de 1931.

Ayant débuté très tôt dans l'existence comme ouvrier dans l'entreprise de démarreurs électriques de son père dans le Leicestershire, il commence par des compétitions motocyclistes durant les années 1920. Il dispute notamment 8 Tourist Trophy de l'île de Man, et plusieurs 6 jours, ainsi que des courses de côte et de vitesse pure sur anneaux, remportant des coupes sur deux roues entre 1920 et 1931.
Sa carrière en sport automobile s'étale ensuite entre 1930 (2x12 Heures de Brooklands) et 1950.
Il remporte le RAC Tourist Trophy 1931 sur MG Midget C type, ainsi que la même année le Grand Prix d'Irlande à Phoenix Park (Dublin) avec la même voiture (la Saorstat Cup). L'année suivante il est troisième des 1 000 miles de Brooklands avec R.Gibson (le JCC 1000 Mile Race), et un an plus tard encore, il est troisième du Reliability Trial de 60 miles, lors du JCC Race Meeting de Brooklands.
Il dispute les 24 Heures du Mans à cinq reprises entre 1932 et 1937, obtenant une 15e place en 1934 sur Singer.
Il dispute encore le rallye Monte-Carlo en 1933 (sur Ford) et le RAC Rally en 1937 (avec Healey) et 1938.

## Distinction
- BRDC Gold Star en 1931 (avec Brian Lewis)[4].